# Grupos de tratamiento y control
En el diseño de experimentos, los tratamientos están aplicados a unidades experimentales en el grupo de tratamiento(s). En experimentos comparativos, miembros del grupo complementario, el grupo de control, no recibe ningún tratamiento o un tratamiento estándar.
Para que tengan validez las conclusiones ilustradas de los resultados de un experimento, es esencial que los elementos o los pacientes asignados a tratamiento y grupos de control  sean representantes de la misma población. En algunos experimentos, como muchos en agricultura o psicología, esto puede ser conseguido por elementos asignados aleatoriamente desde una población común a uno del tratamiento y grupos de control. En estudios de los gemelos que implican justo un grupo de tratamiento y un grupo de control,  es estadísticamente eficaz de hacer esta asignación aleatoria por separado para cada par de gemelos, de modo que uno se encuentra en el grupo de tratamiento y uno en el grupo de control.[cita requerida]
En algunos estudios médicos, donde puede no ser ético tratar pacientes que presenten síntomas, los controles pueden ser dados a un tratamiento estándar, más que ningún tratamiento en absoluto. Una alternativa sirve para seleccionar controles de una población más grande, proporcionado que dicha población esté bien definida y que aquellos que presenten los síntomas en la clínica sean representantes de aquellos en la población más amplia.[cita requerida]